# 7311 Hildehan
A 7311 Hildehan (ideiglenes jelöléssel 1995 TU) a Naprendszer kisbolygóövében található aszteroida. Dennis di Cicco fedezte fel 1995. október 14-én.